# I Lose People...
«Yo Pierdo Gente...»  —título original en inglés: «I Lose People...»— es el décimo quinto episodio de la cuarta temporada de la serie de televisión posapocalíptica, horror Fear the Walking Dead. Se estrenó el 23 de septiembre de 2018. Estuvo dirigido por David Barrett y en el guion estuvo a cargo de Kalinda Vazquez.

## Trama
Alicia y Charlie encuentran a Strand y John, pero están varados en el lado opuesto del lago. Mientras buscan un bote, son atacados por disparos de Martha, pero luego cae inconsciente debido a su herida de bala anterior. Finalmente, Alicia y Charlie encuentran y usan el vehículo SWAT para cruzar el lago y rescatar a Strand y John, con Martha atada en la parte de atrás. Sin forma de escapar del techo y las calles de abajo invadidas por caminantes, Morgan lleva al grupo de regreso a la sala del generador para buscar a Althea, donde encuentran una nota sobre su plan de escape usando el elevador de carga. El grupo escapa del hospital a través del montacargas, pero Morgan se queda atrás para distraerlo y despejar su ruta de escape. Morgan vuelve al techo y arroja un cadáver de caminante, aterriza en un automóvil y activa la alarma. Sin embargo, todavía está atrapado en el techo con un Jim moribundo. El grupo de Alicia se une a los demás después de conocer su ubicación a través del walkie-talkie. Usan una escalera de camión de bomberos para sacar a Morgan del techo. Con poco tiempo antes de sucumbir a la herida de la mordedura, Jim se sacrifica saltando desde el techo a un vehículo para activar la alarma y alejar a los caminantes de los demás. Todos se suben al camión SWAT y se dan cuenta de que Martha ha desaparecido. Morgan sugiere que encuentren a Althea y se dirijan a Virginia. Esa noche en el hospital, Martha observa a Jim reanimarse y lo lleva a perseguir a Morgan.

## Recepción
El episodio recibió críticas mixtas. Den of Geek calificó el episodio con 3 de 5 estrellas. En Rotten Tomatoes, "I Lose People ..." obtuvo un 50% calificación con una puntuación promedio de 6.67/10 basada en 8 reseñas.

### Calificaciones
El episodio fue visto por 2,03 millones de espectadores en los Estados Unidos en su fecha de emisión original, por encima de las calificaciones del episodios anterior de 1,87 millones de espectadores.